# محلة حوش الخان
محلة حوش الخان حي من الأحياء السكنية التي تتألف منها مدينة الموصل القديمة في العراق. يقع إلى الغرب من محلة الميدان. حتى عهد قريب كانت نسبة كبيرة من سكان المحلة من طائفة السريان الكاثوليك.

## أصل التسمية
يرجح بعض الباحثين أن اسمه نسبة إلى خان كبير للقوافل يعود لآل الديوه جي، بني داخله بيت فسمّي "حوش الخان"، ثم تكاثرت البيوت داخله وخارجه. فسمّيت المحلّة بهذا الاسم.

## معالمها
- جامع ومدرسة مريم خاتون
- التكية اللاهورية
- كنيسة مار يوسف
- كنيسة الطاهرة القديمة
- سوق الصاغة